# Felipa de Gueldre

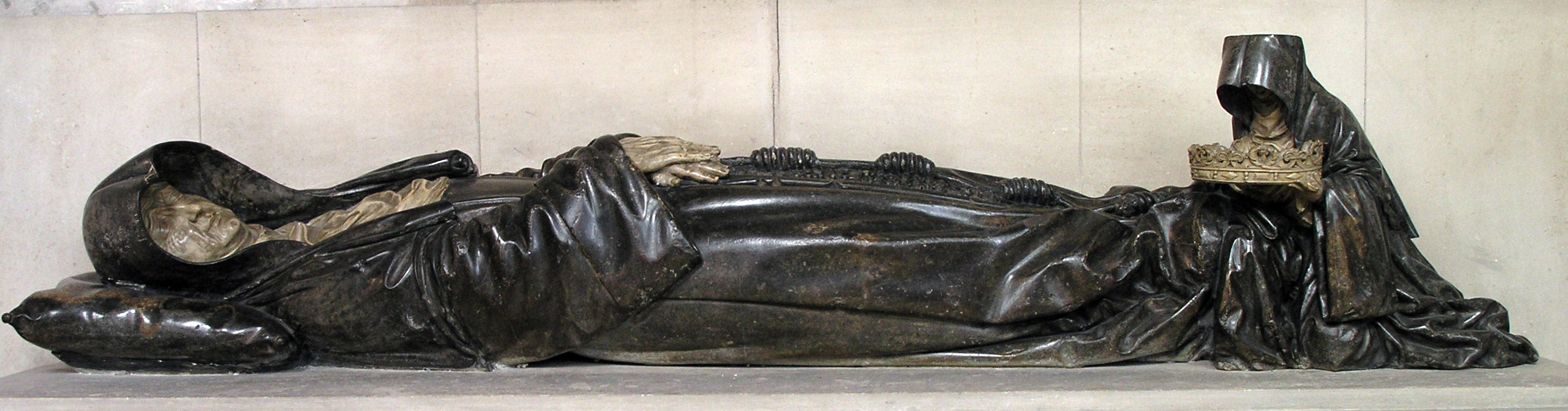
Estàtua jacent de Felipa de Gueldre per Ligier Richier, situada a l'església dels Franciscans, a Nancy.

Felipa de Gueldre (francès Philippe de Gueldre), nascuda a Grave el 9 de novembre de 1467, morta a Pont-à-Mousson, al convent de les Clarisses el 28 de febrer de 1547 fou la filla d'Adolf d'Egmont, duc de Gueldre i de Caterina de Borbó.
Per la seva mare, era la neboda de Pere II de Borbó, senyor de Beaujeu, després duc de Borbó, casat amb la regenta Anna de Beaujeu. Sempre per la seva mare, era també cosina germana de Lluïsa de Savoia, la mare del rei Francesc I de França.
Fou per reforçar els vincles entre el regne de França i el ducat de Lorena que va ser escollida com a esposa de Renat II de Lorena (1451 † 1508), duc de Lorena i duc de Bar. Es va casar amb ell a Orleans l'1 de setembre de 1485 i li va donar per fills:
- Carles (1486-mort jove)
- Francesc (nascut i mort el 1487)

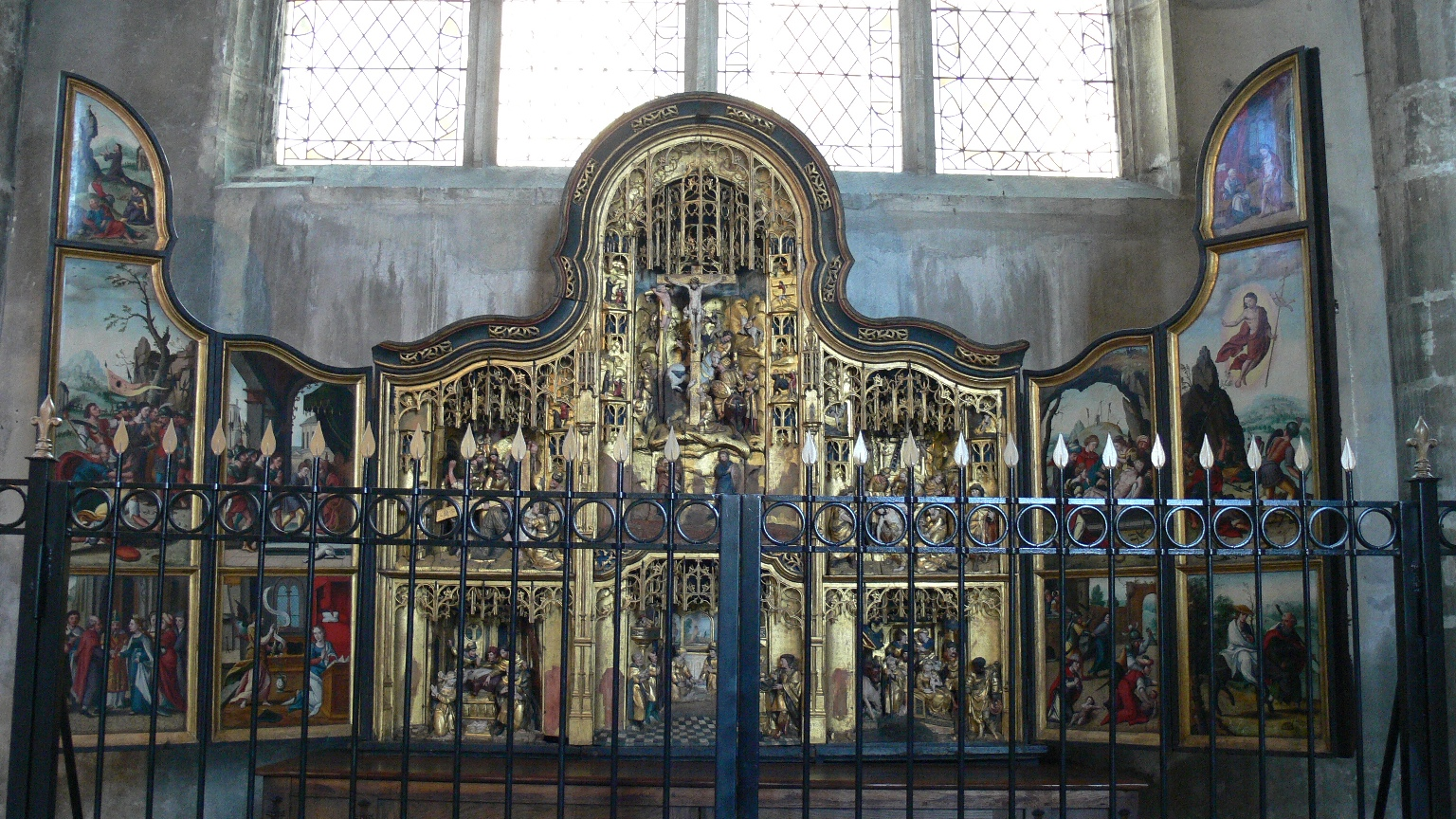
Retaule de Felipa de Gueldre ofert a les clarisses a l'Església de Saint-Laurent de Pont-à-Mousson (França)

- Antoni (1489-1544), duc de Lorena i de Bar, casat el 1515 amb Renata de Borbó-Montpensier, senyora de Mercoeur (1494-1539)
- Anna (1490-1491)
- Nicolau (1493-mort jove)
- Isabel (1494-1508)
- Claudi (1496-1550), Duc de Guisa, comte d'Harcourt, d'Aumale, baró d'Elbeuf, de Mayenne i senyor de Joinville es va casar amb Antonieta de Borbó-Vendôme (1493-1583)
- Joan (1498-1550), cardenal, bisbe de Toul, de Metz i de Verdun
- Lluís (1500-1528), bisbe de Verdun (-1522), després el 1522 comte de Vaudémont, mort al setge de Nàpols
- Clàudia (1502-morta jove)
- Caterina (1502- morta jove)
- Francesc, comte de Lambesc (1506-1525), caigut a la batalla de Pavia

A la mort de Renat II, va intentar prendre la regència, ja que el seu fill Antoni tenia dinou anys, però els Estats de Lorena van jutjar que Antoni era prou gran per regnar.
El 13 de juny de 1509, va adquirir la senyoria de Mayenne a la seva cunyada Margarida de Vaudémont, duquessa d'Alençon.
Es va retirar al convent de les Clarisses a Pont-à-Mousson el 15 de desembre de 1519, i va encarregar un magnífic retaule que va oferir a la congregació i s'hi va quedar fins a la seva mort.
El seu germà Carles, duc de Gueldre, va morir el 30 de juny de 1538, sense posteritat legitima, i va reivindicar la successió dels ducats de Gueldre i de Jülich o Juliers, però Carles V es va apoderar del ducat. Va transmetre la pretensió d'aquestos dos ducats al seu fill Antoni, que els va afegir al seu escut d'armes.